# L'Année du requin
Pour plus de détails, voir Fiche technique et Distribution.
L'Année du requin est un film français réalisé par Zoran et Ludovic Boukherma et sorti en 2022.
Le film se déroule à La Pointe, au Cap Ferret, dans le Sud-Ouest de la France. Là, un promeneur en paddle disparaît. Très vite, il est découvert qu'un requin géant menace les habitants et les vacanciers de la côte. Maja, gendarme bientôt à la retraite, voit cela comme l'occasion de finir sa carrière en beauté. Elle va pouvoir compter sur l'aide de deux jeunes collègues, Eugénie et Blaise, pour l'épauler dans cette mission.

## Synopsis
À La Pointe, au Cap Ferret, une petite station balnéaire tranquille du Sud-Ouest de la France, un homme se fait dévorer par un animal non identifié alors qu'il faisait du paddle en solitaire.
Au même moment, Maja, une gendarme, aide deux touristes qui disent que leur embarcation a été percutée par quelque chose. Sur le point de repartir au port, quelque chose touche violemment son bateau. Cette dernière en parle à son supérieur qui met cela sur le compte de son départ à la retraite que Maja doit prendre malgré son envie de continuer son métier. Son mari, Thierry, qui l'a toujours encouragée, n'attend que ce moment pour qu'ils puissent enfin être tranquilles tous les deux.
Le lendemain, Maja se rend au camping pour demander à voir le bateau des touristes. Elle y trouve une marque sur la coque ressemblant à une morsure et constate que celle de son bateau est identique. Elle en déduit qu'elles sont l'oeuvre d'un requin. Ses collègues, Blaise et Eugénie, la charrient ainsi que l'ensemble du commissariat car aucun requin dangereux n'a jamais été répertorié dans cette partie de la France. À la suite de cela, Maja, Blaise et Eugénie sont appelés aux structures gonflables situées sur l'eau. Le gérant pense que des touristes se sont amusés à dégrader les installations mais Maja trouve une jambe à la place, celle de l'homme disparu en paddle.
Le légiste confirme qu'un requin est bien responsable et explique à Maja qu'à cause du réchauffement climatique, certaines espèces jamais observées dans le nord du Globe, comme certaines sardines, remontent vers le Nord. Il est donc probable qu'un requin ait pu faire de même. Malgré le refus des commerçants et des vacanciers, décision est prise de fermer la plage, le temps d'attraper la bête. Maja demande à son chef de lui confier l'enquête, en lui promettant qu'il s'agit de sa dernière mission ce qu'il consent à lui accorder. Alors que Maja et ses collègues plantent des pancartes pour interdire la baignade, un homme fait des longueurs et finit par sortir de l'eau à contrecœur. Maja prévient son mari que son départ à la retraite est reporté et se met à la recherche du squale avec Blaise et Eugénie. Les gendarmes l'appâtent et après avoir récupéré Blaise qui avait été jeté à l'eau par le requin, le monstre est maîtrisé par Maja grâce à une seringue hypodermique. Le requin est ensuite enfermé dans un enclôs pour pouvoir être ramené dans son habitat naturel. Maja obtient la reconnaissance de ses pairs, est félicitée par les habitants et prend sa retraite.
Quelques jours plus tard alors qu'elle est sur la plage avec Thierry, une femme hurle en voyant que son enfant tient un nez humain : celui de l'homme qui faisait ses longueurs. Le requin a réussi à s'échapper de son enclôs et les Réunionnais (que le Maire avait oublié de décommander pour les aider à traquer le requin) arrivent, furieux, que la municipalité n'ait pas ordonné l'abattage de l'animal. Ils expliquent que le requin en question est un requin bouledogue, une espèce extrêmement agressive et que la seule solution est de le tuer. Pour une partie des habitants, Maja est responsable de ce nouveau drame et devient une cible sur les réseaux sociaux. Pour se racheter, Maja vole le fusil hypodermique de la gendarmerie, achète une cage sous-marine pour animaux sous l'oeil de deux étranges jumeaux et tente d'attirer le requin avec un appât. Le lendemain, elle retourne à l'endroit où elle avait largué sa cage car son système traqueur a détecté quelque chose. En sortant le dispositif de l'eau, elle trouve un message "Assassin" puis est rouée de coups en rentrant au port par les deux jumeaux qui s'avèrent être les fils de la seconde victime. Pour la protéger, Thierry l'emmène au camping où seuls les touristes la connaissent. Un troisième mort est cependant à déplorer : le responsable des structures gonflables. Maja décide de retenter sa chance, attache Thierry qui tentait de l'empêcher de partir et achète un rayon entier de viandes pour appâter la bête. Sur le point de partir, Blaise et Eugénie la rejoignent pour lui prêter main-forte. L'équipe prend le bateau de la gendarmerie et part vers le large.
Le squale finit par se montrer mais Eugénie tombe à l'eau après que le monstre a percuté leur bateau. Blaise saute alors sur la bête pour la distraire mais disparaît sans laisser de traces. Maja décide alors d'utiliser une cage de plongée et s'équipe d'un fusil lance-harpon. Sous la surface, elle retrouve le corps de Blaise, coupée en deux, qui disparaît au fond de l'eau. Maja réussit à blesser le requin et à lui crever un œil mais sa bouteille de plongée est endommagée. Ne voyant pas sa collègue à l'intérieur de la cage en la sortant de l'eau, Eugénie plonge pour sauver Maja. De retour sur le bateau avec Maja, Eugénie prend un pistolet lance-fusée et tire dans la tête du requin, qui meurt sur le coup.
Le lendemain, Maja retourne au camping mais ne trouve pas son mari. Ce dernier a réussi à se libérer mais a eu un accident de bateau sans gravité en voulant porter secour à sa femme. Maja et ses anciens collègues rendent hommage à Blaise puis Maja fête son anniversaire avec ses amis. Le co-gérant des structures gonflables fait un discours, expliquant « qu'il y a eu l'année du corona, l'année du requin et qu'il y aura autre chose l'an prochain ».

## Fiche technique
Sauf indication contraire, les informations mentionnées dans cette section peuvent être confirmées par la base de données cinématographiques IMDb,  présente dans la section « Liens externes ».
- Titre original : L'Année du requin
- Réalisation et scénario : Zoran Boukherma et Ludovic Boukherma
- Musique : Amaury Chabauty
- Costumes : Clara René
- Photographie : David Cailley
- Montage : Béatrice Herminie et Geraldine Mangenot
- Production : Pierre-Louis Garnon et Frédéric Jouve
- Sociétés de production : Les Films Velvet et Baxter Films ; coproduit par France 3 Cinéma
- Sociétés de distribution : The Jokers Films (France), WTFilms (international), en association avec la SOFICA SofiTVciné 9
- Pays de production :  France
- Langue originale : français
- Format : couleur
- Genre : comédie horrifique
- Durée : 87 minutes
- Date de sortie :
  - Suisse : : 4 juillet 2022 (Festival International du film fantastique de Neuchâtel)
  - France : 3 août 2022
- Classification :
  - France : Tout public lors de sa sortie en salles mais déconseillé aux moins de 12 ans lors de sa sortie télévisée.

## Distribution
Sauf indication contraire, les informations mentionnées dans cette section peuvent être confirmées par la base de données cinématographiques Allociné,  présente dans la section « Liens externes ».
- Marina Foïs : Maja
- Kad Merad : Thierry
- Jean-Pascal Zadi : Blaise
- Christine Gautier : Eugénie
- Ludovic Torrent : narrateur/Sébastien
- Philippe Prevost : gérant Aquapark
- Jean Boronat : Ruben
- Jean-Jacques Bernede : Dominique
- Christian Boukherma : Michel

## Production
Après les films de loup-garou avec Teddy (2020), les frères Ludovic et Zoran Boukherma ont ici voulu s'attaquer à un autre « film de genre ». Zoran Boukherma explique : « C’est un fantasme de cinéma. Quand tu as vu Les Dents de la mer de Spielberg, tu n’oublies jamais l’effet que fait le film. Il n’y a pas vraiment de films dans le même genre. Souvent, le film de requin, ça devient vite parodique. Là, on avait vraiment envie de revenir à l’essence du genre : c’est-à-dire filmer avant tout une menace dans un décor qui normalement ne s’y prête pas, la plage. Le requin, c’est le monstre de l’été, celui qui vient gâcher la fête. Pour nous, là, il y a matière à « cinéma », il y a quelque chose à filmer et à raconter. »

### Tournage
Le tournage a lieu de juin à septembre 2021 dans les Landes, notamment à Biscarrosse, ainsi qu'à Arcachon en Gironde,,. Pour la créature, l'équipe utilise un requin en animatronique plutôt que des effets spéciaux numériques.

## Accueil

### Accueil critique
En France, le site Allociné propose une moyenne de 2,8/5, à partir de l'interprétation de 25 critiques de presse.
Pour le site Écran Large, le rendu final est moyen, comme le confirme la note attribuée. Leur résumé est le suivant : « Hybride foutraque qui doit tout à la passion de ses auteurs, mais ne sait pas sur quel aileron nager, ce film de requin made in France est assurément le divertissement le plus bizarroïde de l'été. Pour le meilleur ou pour le pire, à vous de juger ! ».
Cette critique révèle l'avis partagé des critiques de presse sur le film. Dans les critiques les plus positives, on peut citer celle du site Cinema Teaser : « Les tropes du cinéma américain (...) donnent une structure solide – bien que mécanique – au film qui dans un premier temps se satisfait de son humour potache et de ses spécificités locales puis, soudain, se durcit : l’irruption du réel (...) accompagnée d’une stylisation de l’image vient donner à L’ANNÉE DU REQUIN à la fois une pertinence sociale sévère et une dimension spectaculaire (même si un peu lo-fi) à ce qu’on pouvait un peu trop rapidement avoir catalogué comme une comédie potache. ».
« Entre « pur » film de monstre et farce délirante, L'Année du requin, malgré ses répétitions et ses temps morts, a l'incontestable mérite de privilégier un ton résolument absurde et de prohiber l'esprit de sérieux. », dixit la critique des Echos. Plus incisif, L'Obs estime de son côté que qu'il s'agit là d'une « satire de la beauferie anti-woke, ode aux humiliés, victimes de la connerie ambiante, leur film ne manque pas d’idées, mais pour un court-métrage. ». Pour Première, « les cinéastes se retrouvent pris au piège et ne savent plus très bien où mettre les pieds, entre parodie, respect du genre et drame psychologique. A tout prendre, tout s’annule. ».

### Box-office
Le jour de sa sortie, en France, le long-métrage de comédie engrange 17 779 entrées, dont 4 222 en avant-première, pour 482 copies. Le film se place en seconde position du box-office des nouveautés du jour, derrière Bullet Train (106 026) et devant En décalage (916). La comédie des frères Boukherma semble peiner à trouver son public au bout d'une première semaine d'exploitation en ne réunissant que 72 629 entrées pour une entrées au box-office à la 8e place, derrière la comédie Menteur (109 332) et devant le thriller policier La Nuit du 12 (54 557).
| Pays ou région | Box-office      | Date d'arrêt du box-office | Nombre de semaines |
| -------------- | --------------- | -------------------------- | ------------------ |
| France         | 140 320 entrées | 30 août 2022               | 4                  |
| Total mondial  | 445 434 $       | -                          | -                  |